# Palanka (Bośnia i Hercegowina)
Palanka – wieś w Bośni i Hercegowinie, w dystrykcie Brczko. W 2013 roku liczyła 1439 mieszkańców, z czego większość stanowili Boszniacy.